# Gårdsbölstjärnen
Gårdsbölstjärnen är en sjö i Bollnäs kommun i Hälsingland och ingår i Ljusnans huvudavrinningsområde. Sjön är 2,5 meter djup, har en yta på 0,033 kvadratkilometer och är belägen 90,7 meter över havet.